# Calotte glaciaire Agassiz
La calotte glaciaire Agassiz, en anglais Agassiz Ice Cap, est une calotte glaciaire située à l'est de l’île d'Ellesmere, dans la région du Nunavut au Canada. Cette calotte est d'une superficie de 21 000 km2. Elle est entourée au nord par le champ de glace du Nord d'Ellesmere, et au sud par le champ de glace du Prince de Galles.